# 會展站 (莫斯科地鐵)
商业中心站（羅馬化：Delovoy tsentr）是莫斯科地鐵菲利線的一個車站，開通於2005年9月10日。在2009年6月1日之前，該站的名稱是商業中心站（俄语：Деловой центр）。車站的裝飾設計是高科技風格。
2024年3月31日，该站更名为商业中心站